# أوبيردان كاتاني
أوبيردان كاتاني (12 يونيو 1919 - 20 يونيو 2014) هو لاعب كرة قدم برازيلي في مركز حارس المرمى. لعب لصالح نادي بالميراس من عام 1940 إلى عام 1954. ولد في سوروكابا، ساو باولو لمهاجرين إيطاليين من منطقة توسكانا. كان سائق شاحنة عندما أجرى أول اختبار له، في يوم إجازة من العمل. انتظم في اللعب مع نادي بالميراس في عام 1941، وبقي في النادي حتى عام 1954، بعد أن لعب 351 مباراة مع بالميراس.